# 周镜
周镜（1925年12月21日—），男，祖籍江苏宜兴，生于江西南昌，中国岩土工程专家，中国工程院院士。铁道部科学研究院研究员。长期从事铁路路基建设和科研工作。

## 生平
1942年进入日占区南京中央大学土木系。1947年毕业于交通大学。1949年毕业于美国俄亥俄州大学，获硕士学位。1994年当选为中国工程院院士。